# Cimcum
Cimcum (hebr. צמצום – wycofanie, skurczenie się) – w kabale luriańskiej akt wycofania się Boga z samego siebie, w wyniku którego powstała przestrzeń, w której mogło dojść do stworzenia. Akt ograniczenia spowodował uaktywnienie się sefiry Din - surowego sądu - co spowodowało nałożenie praw konieczności na niczym nie ograniczoną do tej pory potencjalność. Cimcum jest kosmicznym typem wygnania Szechiny, rozproszenia Izraela, a także wkroczenia cierpienia w świat.